# Тодор Петров (български политик)
Вижте пояснителната страница за други личности с името Тодор Петров.
Тодор Петров Джуков, известен като Тодор Петров, е български политик, публицист, деец на социалистическото движение в България.

## Биография
Роден е в с. Ново село, Видинско на 28 юли 1878 г. Той е най-голямото дете от общо 8 деца (6 момчета и 2 момичета) на Петър и Мария Джукови. Потомък е на чипровски въстаници.
Завършва гимназия във Видин. Още като ученик се включва в социалистическото движение. Съосновател е на организацията на Българската работническа социалдемократическа партия (тесни социалисти) във Видин през 1898 г.
Завършва право в София. Администратор е на социалистическото теоретично списание „Ново време", публикува много статии в него и в „Работнически вестник". Секретар е на ЦК на БРСДП (т. с.), след това е член на ЦК на Българската комунистическа партия (т.с.)
В периода от 1913 до 1923 г. е народен представител от листата на тесните социалисти (БРСДП, после БКП) в 4 състава на Народното събрание, където изявява ораторския си дар.
Определен е за ръководител на Септемврийското въстание наред с Георги Димитров, Васил Коларов и Тодор Луканов.
След потушаването на въстанието е избран единодушно за секретар на временния ЦК на БКП. Умира в София на 10 август 1924 г.

## Семейство
С жена си Надежда имат 2 деца: Милчо и Роза. След смъртта на баща си Милчо Петров емигрира в СССР, оженва се за Нина Николаевна Болотникова, с която отглеждат 9 деца.

## Признание
Неговото име в продължение на 3 десетилетия (от 1960-те до 1990-те години) носи главната улица на Видин (водеща на юг към столицата), преименувана по-късно на „Цар Александър ІІ“ (възстановявайки предишното име „Александровска“).
До 1990-те години главната улица в родното му Ново село също е носила неговото име.
На него е наречен също бившият Аграрно-промишлен комплекс „Тодор Петров“ в гр. Брегово.